# Sielbeck
Sielbeck ist ein Ortsteil der ostholsteinischen Kreisstadt Eutin in Schleswig-Holstein. Die Dorfschaft ist mit 234 Einwohnern nach der Kernstadt sowie Neudorf und Fissau der viertgrößte Stadtteil Eutins.

## Lage
Sielbeck liegt zwischen dem östlichen Ufer des Kellersees sowie dem westlichen Ufer des Ukleisees in der Holsteinischen Schweiz. Sielbeck wird durch den Bach Ukleiau durchquert, der dort den Ukleisee verlässt und im Westen in den Kellersee mündet. Die Dorfschaft grenzt unmittelbar an den Ortsteil Krummsee der Gemeinde Malente. Vom nächstgelegenen Eutiner Stadtteil Fissau ist Sielbeck etwa drei Kilometer, vom Eutiner Stadtzentrum ungefähr sechs Kilometer entfernt.
Die Verkehrsanbindung erfolgt über die Landstraßen 163 und 174 sowie die sieben beziehungsweise elf Kilometer entfernten Bundesstraßen 76 und 430. Die nächstgelegenen Anschlussstellen auf der Bundesautobahn 1 sind Neustadt in Holstein-Pelzerhaken (20 Kilometer entfernt) sowie Eutin (22 Kilometer entfernt). Die nächsten Bahnhöfe befinden sich in Eutin und Bad Malente-Gremsmühlen.

## Geschichte und Einwohnerentwicklung
Sielbeck gehörte unter dem Namen Sielbeck-Uklei seit 1857 zur Gemeinde Malente, ehe es am 1. Juli 1937 zur Stadt Eutin umgemeindet wurde. Im Dorf lebten im ausgehenden 19. Jahrhundert zirka 100 Menschen, ab den 1910er Jahren stieg diese Zahl auf bis zu 175 Personen mit Wohnsitz im Ort an (1919). Auch im späteren Verlauf des 20. Jahrhunderts schwankte die Einwohnerzahl im Ort meist zwischen 100 und 200 Menschen, bevor die Einwohnerzahl in den letzten Jahrzehnten auf über 200 anwuchs.

## Politik
Gemäß § 13 der Eutiner Stadtsatzung verfügt die Ortschaft über einen Dorfvorstand, der die Interessen der Dorfschaft gegenüber den städtischen Gremien vertritt. Bei Kommunalwahlen bildet die Dorfschaft gemeinsam mit den nächstgelegenen Teilen der Dorfschaft Fissau den 12. Gemeindewahlbezirk Eutins.

## Wirtschaft und Kultur
Hauptwirtschaftszweig im Dorf ist der Tourismus. Neben mehreren Ferienanlagen gibt es ein ehemaliges Fährhaus mit Restaurant- und Hotelbetrieb von dem noch heute Fahrten über den Kellersee angeboten werden sowie ein Kiosk. Weitere Institution sind ein Bürgerverein (Sparclub „Zum Uklei“) sowie der in der Kernstadt ansässigen Sportverein TSV Sielbeck.

## Sehenswürdigkeiten
Am Ufer des Ukleisees, der Gegenstand vieler Sagen ist, befindet sich das Jagdschlösschen am Ukleisee, das 1776 im Auftrag von Friedrich August I. unter der Leitung des Baumeisters Georg Greggenhofer erbaut wurde.

## Persönlichkeiten
- Conrad Hommel (1883–1971), deutscher Maler (in Sielbeck gestorben)
- Joachim von Levetzow(-Sielbeck) (1859–1933), Offizier, oldenburgischer Landtagsabgeordneter und Verbandsfunktionär, lebt ab 1899 in Sielbeck, ließ das Haus Sielbeck erbauen
- Jaroslaw Marcinowski (1868–1935), Arzt und Psychoanalytiker, betrieb ab 1907 im Haus Sielbeck ein Sanatorium
- Peter Sager (* 1945), deutscher Journalist (in Sielbeck geboren)
- Johannes Tiedke (1881–1947), deutscher Rechtsanwalt und Versicherungsdirektor (in Sielbeck gestorben)